# Шуляки (Чернігівський район)
Шуляки́ — село в Україні, у Козелецькій селищній громаді Чернігівського району Чернігівської області. Населення становить 140 осіб (2014). До 2016 року орган місцевого самоврядування — Лемешівська сільська рада.

## Історія
Офіційним роком заснування  є 1720, однак, можливо, саме це поселення під назвою хутір Шулкова (як і багато навколишніх поселень) було згадане в переписній книзі Малоросійського приказу (1666). Також наведено відомості про мешканців хутора: Купряшка Аноθреев, у него 2 вола, Савка Іванов сынъ Томилченко, у него вол.
На карті Шуберта 1869 року на території села позначено два населені пункти - Ближні Шуляки (сучасний район вул.Гоголя) і Дальні Шуляки.
12 червня 2020 року, відповідно до розпорядження Кабінету Міністрів України № 730-р «Про визначення адміністративних центрів та затвердження територій територіальних громад Чернігівської області», село увійшло до складу Козелецької селищної громади.
19 липня 2020 року, в результаті адміністративно-територіальної реформи та ліквідації Козелецького району, село увійшло до складу Чернігівського району Чернігівської області.

## Населення

### Мова
Розподіл населення за рідною мовою за даними перепису 2001 року:
| Мова       | Кількість | Відсоток |
| ---------- | --------- | -------- |
| українська | 208       | 99.52%   |
| російська  | 1         | 0.48%    |
| Усього     | 209       | 100%     |